# Yorba Linda, California
Yorba Linda ("Beautiful Yorba", trong tiếng Anh) là một thành phố ngoại ô tại Quận Cam, California, nằm cách khoảng 37 dặm (60 km) về phía Đông Nam của Trung tâm thành phố Los Angeles. Nó là một phần của khu vực đô thị Los Angeles theo Điều tra dân số Hoa Kỳ. Theo điều tra dân số năm 2010, dân số của thành phố này là 64.234 người. Thư viện và Bảo tàng Tổng thống Richard Nixon nằm ở thành phố này.

## Dân số

### 2010
Cuộc Điều tra Dân số Hoa Kỳ năm 2010  đã báo cáo rằng Yorba Linda có dân số vào khoảng 65.237 người. Mật độ dân số là 3.208,8 người trên một dặm vuông (1.238,9 / km²). Tỷ lệ chủng tộc của Yorba Linda là 48,246 (75,1%) người da trắng (65,7% Không phải gốc Tây Ban Nha, 9,4% người Mỹ gốc Tây Ban Nha), 835 (1,3%) người Mỹ gốc Phi, 230 (0,4%) người Mỹ bản địa, 10,030 (15,6%) người Châu Á, 85 (0,1%) người Thái Bình Dương, 2,256 (3,5%) từ các chủng tộc khác, và 2,552 (4,0%) từ hai hoặc nhiều chủng tộc. Người gốc Tây Ban Nha hoặc La tinh của bất kỳ chủng tộc nào chiếm 9.220 người (14,4%). Có 21.576 hộ gia đình, trong đó 8.535 (39,6%) có con dưới 18 tuổi sống với bố mẹ, 15.102 (70,0%) là cặp vợ chồng kết hôn với nhau, 1,844 (8,5%)là phụ nữ độc thân, 758 (3,5%) là đàn ông độc thân. 3.119 hộ gia đình (14,5%) được tạo thành từ các cá nhân và 1,515 (7,0%) có người sống một mình từ 65 tuổi trở lên. Quy mô hộ trung bình là 2,97. Có 17,704 hộ (82,1% tổng số hộ); quy mô một hộ gia đình trung bình là 3,29.
Dân số được tăng lên với 15.792 người (24,6%) dưới 18 tuổi, 5,574 người (8,7%) tuổi từ 18 đến 24, 13.848 người (21,6%) tuổi từ 25 đến 44, 21.414 người (33,3%) tuổi từ 45 đến 64 và 7,606 người (11,8%) từ 65 tuổi trở lên. Độ tuổi trung bình là 41,7 tuổi. Cứ 100 nữ giới thì có 94,8 nam giới. Cứ 100 nữ từ 18 tuổi trở lên, có 92,2 nam giới.
Có 22.305 đơn vị nhà ở với mật độ trung bình là 1.114,2 nhà ở trên mỗi dặm vuông (430,2 nhà ở / km²). Trong giai đoạn 2009-2013, Yorba Linda có thu nhập trung bình của một hộ gia đình là 112.259 đô la, với 3,1% dân số sống dưới mức nghèo khổ.

### 2000
Theo điều tra dân số năm 2000, Yorba Linda có 58.918 người, 19.252 hộ gia đình và 16.094 gia đình sống trong thành phố. Mật độ dân số là 3.042,3 người trên một dặm vuông (1.174,4 / km²). Có 19.567 đơn vị nhà ở với mật độ trung bình 1.010,4 nhà ở trên mỗi dặm vuông (390,0 nhà ở / km²). Tỷ lệ chủng tộc của thành phố là 81,5% người da trắng, 1,2% người Mỹ gốc Phi, 0,4% người Mỹ bản xứ, 11,1% người châu Á, 0,1% người Thái Bình Dương, 2,7% từ các chủng tộc khác và 3,1% từ hai hoặc nhiều chủng tộc. Người gốc Tây Ban Nha hoặc La tinh của bất kỳ chủng tộc nào chiếm 10,3% dân số.
Có 19.252 hộ, trong đó 44,8% có trẻ em dưới 18 tuổi sống chung với gia đình, 72,3% là cặp vợ chồng chung sống với nhau, 8,3% là phụ nữ độc thân, và 16,4% không phải là gia đình. 12,4% hộ gia đình được tạo thành từ các cá nhân và 4,7% có người sống một mình từ 65 tuổi trở lên. Quy mô hộ trung bình là 3,05 và quy mô một hộ gia đình trung bình là 3,35.
Trong thành phố, dân số được mở rộng với 29,3% dưới 18 tuổi, 7,3% từ 18 đến 24, 28,4% từ 25 đến 44, 27,3% từ 45 đến 64, và 7,7% người từ 65 tuổi trở lên. Độ tuổi trung bình là 37 tuổi. Cứ 100 nữ giới thì có 96,6 nam giới. Cứ 100 nữ từ 18 tuổi trở lên thì có 93,1 nam giới.
Theo ước tính năm 2007, thu nhập hộ gia đình trung bình trong thành phố là 109.681 đô la và thu nhập trung bình cho một gia đình là 122.373 đô la. Nam giới có thu nhập trung bình là $ 66,712 so với $ 41,820 đối với nữ giới. Thu nhập bình quân đầu người cho thành phố là $ 36,173. 0% dân số sống dưới mức nghèo khổ.